# 茨木佑太
茨木 佑太（いばらぎ ゆうた、2006年5月9日 - ）は、北海道札幌市出身のプロ野球選手（投手・育成選手）。右投右打。千葉ロッテマリーンズ所属。
実兄は阪神タイガース所属の茨木秀俊。

## 経歴

### プロ入り前
札幌市立手稲中央小学校1年生のときに『手稲ヤングスターズ』で野球を始め、札幌市立手稲中学校時代は硬式野球の『札幌東シニア』に所属。3年時には東日本選抜大会に出場した。
帝京長岡高校へ進学すると、1年夏からベンチ入り（背番号11）を果たし、新潟大会では佐渡との3回戦で公式戦初登板。先発の兄・秀俊の後を受け、小学校時代以来となる兄弟継投となり、3回無失点に抑えた。1年秋から背番号1を付け、県大会では長岡商業との3回戦で敗退。2年夏の新潟大会では出場機会がないまま、チームは長岡との3回戦で敗退した。
入学当初からオーバースロー、左手を高々と突き上げるダイナミックな投球フォームであったが、2年時の夏休み期間で左手の高さを下げ、右腕の出方もスリークォーターに変更。新チームではエースで4番を務め、2年秋の県大会は準優勝でチーム2年ぶり4回目となる北信越大会に出場したが、同大会では敦賀気比との準々決勝で敗退した。翌2024年2月から投球フォームを再びオーバースローに戻し、高校野球でも解禁となった二段モーションを導入。3年春の県大会で優勝を果たすと、北信越大会でも優勝を果たした。3年夏の新潟大会では、4回戦までは野手として出場し、北越との準々決勝で同大会初登板。新潟産大付との決勝では自己最速の145km/hを計測したが、10安打4四球4失点で完投負けを喫した。
2024年10月24日に開催されたドラフト会議にて、千葉ロッテマリーンズから育成2位指名を受けた。11月17日には支度金300万円・年俸260万円（金額はいずれも推定）で入団に合意。12月4日に新入団選手発表会が行われ、背番号は131と発表された。

## 選手としての特徴
最速145km/hのストレート、スライダー、カーブ、チェンジアップを投じる。

## 詳細情報

### 背番号
- 131（2025年[20] - ）